# Corcovado peruviense
Corcovado peruviense är en skalbaggsart som beskrevs av Lane 1973. Corcovado peruviense ingår i släktet Corcovado och familjen långhorningar. Inga underarter finns listade i Catalogue of Life.